# Coolamon
Coolamon est une ville australienne située dans la zone d'administration locale du même nom, dont elle est le chef-lieu, en Nouvelle-Galles du Sud.

## Géographie
La ville est située dans la Riverina à 40 km au nord-ouest de Wagga Wagga et à 500 km au sud-ouest de Sydney sur la Hume et la Sturt Highways.
Coolamon est au centre d'une région de culture de céréales et d'élevage de dindes.

## Histoire
Le nom de la ville est d'origine aborigène et signifie « assiette creuse en bois », un ustensile de cuisine traditionnel de la région habitée à l'origine par les Wiradjuri.
Une propriété du nom de Coleman est fondée par J. Atkinson en 1848. La ville se développe au cours du XIXe siècle et est reliée au chemin de fer en 1881. Un bureau de poste est ouvert la même année.
Le comté de Coolamon est l'un des 134 créés en 1906.

## Démographie
La population s'élevait à 2 129 habitants en 2011 et à 1 699 habitants en 2016.